# Bodenik
Bodenik (cyr. Боденик) – wieś w Bośni i Hercegowinie, w Republice Serbskiej, w gminie Bileća. W 2013 roku liczyła 4 mieszkańców.